# Styloleptus inermis
Styloleptus inermis es una especie de escarabajo longicornio del género Styloleptus, tribu Acanthocinini, subfamilia Lamiinae. Fue descrita científicamente por Fabricius en 1801.

## Descripción
Mide 6-8 milímetros de longitud.

## Distribución
Se distribuye por Antigua y Barbuda, Guadalupe y San Bartolomé.